# Gorge Creek (Thorofare River)
Der Gorge Creek (gorge englisch für „Schlucht“, creek für „kleinerer Fluss“) ist ein 11 Kilometer langer rechter Nebenfluss des Thorofare River im US-Bundesstaat Alaska.

## Flusslauf
Der Gorge Creek verläuft an der Nordflanke der Alaskakette innerhalb des Denali-Nationalparks. Er entspringt an der Südwestflanke des Gravel Mountain auf einer Höhe von etwa 1550 m. Er fließt in westlicher Richtung durch das Bergland nördlich des Hauptkamms der Alaskakette. Er fließt südlich am Eielson Visitor Center, ein Besucherzentrum des Nationalparks, vorbei und erreicht eine große Kiesfläche, in der er auf den Thorofare River trifft.

## Namensgebung
Der Flussname „Gorge Creek“ wurde 1931 vom U.S. Geological Survey (USGS) für den Fluss vergeben, da dieser „durch eine sehr tiefe Schlucht floss“.